# Ancherythroculter kurematsui
Ancherythroculter kurematsui är en fiskart som först beskrevs av Kimura, 1934.  Ancherythroculter kurematsui ingår i släktet Ancherythroculter och familjen karpfiskar. Inga underarter finns listade i Catalogue of Life.